# Liste des résolutions du Conseil de sécurité des Nations unies sur le Timor oriental
Cet article dresse une liste des résolutions du Conseil de sécurité des Nations unies concernant le Timor oriental.

## Timor oriental (Timor Leste)
Le Timor oriental, en forme longue la république démocratique du Timor oriental, en portugais Timor-Leste et República Democrática de Timor-Leste, en tétoum Timor Lorosa'e et Repúblika Demokrátika Timor Lorosa'e, en indonésien Timor Leste et Republik Demokratik Timor Leste, est constitué de la moitié orientale de l'île de Timor.
- Résolution 384 : Timor oriental (adoptée le 22 décembre 1975).
- Résolution 389 : Timor oriental (adoptée le 22 avril 1976).
- Résolution 1262 : la situation au Timor oriental.
- Résolution 1264 : la situation au Timor oriental.
- Résolution 1272 : la situation au Timor oriental. Création de l'Administration transitoire des Nations unies au Timor oriental, seconde forme d'administration directe d'un territoire par l'ONU.
- Résolution 1319 : situation au Timor oriental.
- Résolution 1338 : la situation au Timor oriental.
- Résolution 1392 : la situation au Timor oriental.
- Résolution 1410 : la situation au Timor oriental. Création de la Mission d'appui des Nations unies au Timor oriental.
- Résolution 1414 : admission d'un nouveau Membre : la république démocratique du Timor oriental.
- Résolution 1473 : la situation au Timor oriental.
- Résolution 1480 : la situation au Timor oriental.
- Résolution 1543 : la situation au Timor oriental.
- Résolution 1573 : la situation au Timor oriental.
- Résolution 1599 : la situation au Timor-Leste.
- Résolution 1677 : la situation au Timor-Leste.
- Résolution 1690 : la situation au Timor-Leste.
- Résolution 1703 : la situation au Timor-Leste.
- Résolution 1704 : créant la Mission intégrée des Nations unies au Timor-Leste.
- Résolution 1745 : la situation au Timor-Leste.
- Résolution 1802 : la situation au Timor-Leste.
- Résolution 1867 : la situation au Timor-Leste.
- Résolution 1912 : la situation au Timor-Leste.
- Résolution 1969 : la situation au Timor-Leste (adoptée le 24 février 2011).
- Résolution 2037 : la situation au Timor-Leste (adoptée le 29 février 2012).